# Ophiacantha aristata
Ophiacantha aristata är en ormstjärneart som beskrevs av Jean Baptiste François René Koehler 1896. Ophiacantha aristata ingår i släktet Ophiacantha och familjen knotterormstjärnor. Inga underarter finns listade i Catalogue of Life.